# 馬菲斯·迪歷特
馬菲斯·迪歷特（荷蘭語：Matthijs de Ligt，發音：[mɑˈtɛiz də ˈlɪxt]；1999年8月12日—）是一名荷蘭職業足球員，司職中堅，於2018年度獲得歐洲金童獎。現效力於英超球隊曼聯，亦是荷蘭國家足球隊副隊長。

## 球會生涯

### 阿積士
迪歷特是阿積士的青訓產品，17歲晉升一隊，18歲已成為常規主力，更成為球隊歷史上最年輕的隊長。2018-2019球季，迪歷特帶領球隊進入歐洲冠軍聯賽半準決賽，以2-3敗於英超球隊托定咸熱刺。

### 尤文圖斯
2019年7月18日，德利赫特與意甲冠軍尤文图斯簽訂了一份為期五年的合約，費用為7500萬歐元，分五年支付，額外費用為1050萬歐元。11月2日，迪歷特在都靈德比客場1-0擊敗城市對手杜里諾的比賽中踢進首次進球。

### 拜仁慕尼黑
2022年7月19日，德甲球會拜仁慕尼黑宣布與德里赫特簽約至2027年。
2022年8月21日，德里赫特在客場7-0大勝波鴻的比賽中踢進在德甲的首次進球。季尾協助球隊贏得當季的德甲冠軍。

### 曼聯
2024年8月13日，英超球隊曼聯宣佈迪歷特來投，據報轉會費為3800萬鎊，另加430萬鎊浮動條款。雙方簽約5年，另加1年自動續約條款。

## 國際賽生涯
2017年3月25日，世界盃外圍賽對保加利亞，迪歷特第一次代表國家隊上陣，是荷蘭國家隊自1931年後最年輕的出場球員。
2019年6月6日，歐洲國家聯賽準決賽對上英格蘭，迪歷特在第73分鐘踢進一球1-1平局，將球隊送至加時賽，最終3-1獲勝前進決賽。6月9日，荷蘭1-0敗於葡萄牙。
2022年6月14日，在2022-23赛季欧洲国家联赛中，德里赫特首次担任荷兰队队长，带领球队以3-2战胜威尔士队。 2022年11月，他入选荷兰队参加2022年世界杯，并在荷兰队对阵塞内加尔的首场比赛中首发出场，随后在16强对阵美国队的比赛中替补上场，帮助球队以3-1获胜。 在最初入选2023年欧洲国家联赛决赛荷兰队名单后，德里赫特因小腿受伤被迫退出，由达利·布林德替补入选。 2024年5月29日，德里赫特入选了荷兰队的2024年欧洲杯名单。 然而，他在整个赛事期间没有出场。

## 個人生活
迪歷特的伴侶為安妮基·莫萊納爾，她是前阿賈克斯球員凱吉·莫萊納爾的女兒。

## 生涯統計

### 國家隊進球
最後更新：2019年11月19日
| #  | 日期       | 比賽場地                              | 對手   | 比分 | 賽果 | 賽事                     |
| -- | ---------- | ------------------------------------- | ------ | ---- | ---- | ------------------------ |
| 1. | 2019.03.24 | 荷蘭, 阿姆斯特丹, 约翰·克鲁伊夫竞技场 | 德国   | 1-2  | 2-3  | 2020年歐洲國家盃外圍賽   |
| 2. | 2019.06.06 | 葡萄牙, 基馬拉斯, 阿方索·亨里克斯球場 | 英格兰 | 1-1  | 3-1  | 2019年歐洲國家聯賽準決賽 |

## 榮譽

### 俱樂部
阿贾克斯 (2)
- 荷蘭甲組聯賽冠軍：2018-19
- 荷蘭盃冠軍：2018-19

 尤文图斯 (3)
- 義大利甲組足球聯賽冠軍：2019-20
- 義大利超級盃冠軍：2020年
- 意大利盃冠軍：2020–21[16]

 拜仁慕尼黑 (2)
- 德甲冠軍：2022-23
- 德國超級盃冠軍：2022

### 國家隊
荷蘭
- 歐洲足協國家聯賽亞軍：2019年

### 個人
- 歐洲金童獎：2018年
- 荷蘭足球先生：2018-19賽季
- 科帕獎：2019年

## 外部連結
- 马泰斯·德里赫特 （页面存档备份，存于）于德国转会市场中的档案
- Soccerway資料庫：馬菲斯·迪歷特